# 30メートル望遠鏡反対運動
30メートル望遠鏡反対運動（30メートルぼうえんきょうはんたいうんどう、英語: Thirty Meter Telescope protests）は、ハワイ島マウナケアの30メートル望遠鏡建設への反対運動である。議論を経てハワイ州の最高裁判所が建設を承認し、反対派が一切の法的根拠を失ってからも建設作業員への妨害・攻撃が続き、建設が遅れている。
マウナケアはハワイの宗教や文化において空の神ワーケアの故郷として登場するため、先住民にとっても1つのご当地スポットとして知られている休火山である。望遠鏡が建つとハンティングに影響が出ることを心配するスポーツハンティングを楽しむ人々に加え、ハワイ宗教への影響を懸念する先住民による反対運動は2014年10月7日にハワイの一地方で始まったが、2015年4月2日にマウナケア山頂へ向かう道路を強引に不法占拠し、作業員の締め出しを企てた抗議者の集団31人が逮捕されたことをきっかけに大きく知られるところとなった。
30メートル望遠鏡（英語: Thirty Meter Telescope,以下TMT）は、14億ドルの予算がかけられた分割鏡による大型地上反射望遠鏡計画で、2000年に今後10年間で最優先で建設すべきと天文学者から指定された。それまでの最大級の望遠鏡の大きさを大幅に上回るため、天文学の最前線を一新する望遠鏡として、宇宙で誕生した最初の銀河・星の発見や、太陽系外の地球型惑星からの生命に関連した酸素や有機物の検出といった従来の常識を打ち破る成果が期待されている。2009年には、ハワイ島の休火山であるマウナケア山頂がTMT建設予定地の第一候補となった。プロジェクトへの反対は、マウナケアが5つの候補の中から選ばれたこの当時から始まった。こういった反対活動は、ハワイ大学がマウナケアに最初に天文台を設置した頃からあったものだが、TMTへの拒絶はそれまででもひときわ大きなものだった。
このプロジェクトは、当初南半球側のチリで建設されている口径39mの欧州超大型望遠鏡と同時期である2024年ころの完成が見込まれていた。ハワイ州は2013年に建設を承認していたが、2015年12月2日にハワイ最高裁判所が、手続き上一部不備があったとしていったんTMTの建設許可を白紙に戻した。これを受けてTMT側は決定に真摯に向き合い、計画の遅れよりも現地司法の尊重を最優先しいったんマウナケアからすべての建設機材や車両を撤去した。そして、ハワイ最高裁や地域の決定・意向を最大限尊重した建設手続きを丁寧に行い、3年近くをかけて2018年9月18日に建設許可を求めて再申請した。晴れて、同年10月30日にハワイ最高裁は、すべての懸念や不備・リスクが無くなったことを認定し建設再開を許可した。
現地住民が一丸となって反対しているわけではなく、2020年3月の世論調査では61%が建設に賛成し、建設支持を表明するネイティブハワイアンの団体も複数存在する。そのため、一部の住民が反対を選択したことで地域社会に深刻な分裂をもたらしている。
法的決着が付いてもなお、建設を力づくで妨害しようとする活動は激しくなっており、2019年7月にはTMTプロジェクトを支持する300人以上の住民がハワイ州会議事堂の外に集まり、建設の推進を求めて暴動を起こした。

## 背景

### マウナケア天文台群の開発
NASAのアポロ計画のあと、宇宙から撮影された写真が地上望遠鏡による観測よりも詳細な情報を含んでいることに気づいたアメリカの天文学者ジェラルド・カイパーは、赤外線天文学に適した乾燥した高地を探し始めた。彼は最初はチリを探していたが、ハワイ島でテストをすることを決めた。マウイ島のハレアカラ山で行われたテスト結果は悪くなかったが、この山は標高が足らず逆転層ができてしまい、しばしば雲に覆われてしまっていた。一方で「ビッグ・アイランド」とも呼ばれるハワイ島のマウナケア山は、太平洋の海底にあるふもとから測ると高さが10000mに達する「世界一高い」山だった。山頂は雪で覆われていることが多いものの、空気自体は非常に乾燥していた。そこでカイパーはマウナケア天文台としての可能性を調べ始め、結果湿度の低い環境が赤外線の観測に最適であることが分かった。彼は現地の理解を最大限得るために当時のハワイ州知事ジョン・A・バーンズを説得し、荒れていた山頂までの道路を整備し、噴石丘の頂上であるプウ・ポリアフに小さな望遠鏡を設置した。
次に、カイパーはNASAに、大望遠鏡とそのために必要な居住施設の建設のためのより多くの予算をつけるよう求めた。するとNASAはこのプロジェクトをコンペティションとしてオープンにし、ハワイ大学の物理学の教授ジョン・ジェフェリーズが大学を代表して入札した。ジェフェリーズはサクラメントピーク天文台での観測を通じて評判を得ていた。NASAと大学の両方のニーズに応えられる、2m級の望遠鏡建設が提案された。通常大型望遠鏡は十分に地位が確立された天文学者のいる大学にしか与えられないが、ジェフェリーズとハワイ大学はNASAと建設の契約を結んだ。
ちなみにカイパーは自身が調査してきた観測サイトを「盗まれた」と激怒し、マウナケアへの建設プロジェクトを放棄しアリゾナ州での別のNASAのプロジェクトを始めた。
ジェフェリーズのチームによるテストの結果、マウナケアで最も観測に適した位置は噴石丘の頂上付近であるとわかった。また、マウナケアは空気の薄さ・貿易風が絶えず吹いており海に囲まれているといった点で夜間観測に最適であるとされた。
ジェフェリーズは口径2.24mの、のちにUH88と呼ばれる望遠鏡の建設について地元ハワイ州から認可を得て、山頂への全天候型の信頼できる道路の整備の許可も得た。建設は1967年に始まり、1970年にファーストライトを迎えた。

### 天文台への反対
世論調査によると、ごく一部の住民が計画に猛反発しているのみで、大多数のハワイ住民がTMT計画を支持していることを示している。こうした天文設備へのわずかな反対は、1964年頃からあった。
天文施設の拡張への反対は、マウナケアふもとのヒロ市で続いてきた。天文施設の開発が始まった当初から、一部のハワイ先住民たちは、科学のためであっても山頂の開発によってその地域が台無しにされると信じてやまない。
開発計画について十分知られていなかった頃は、環境保護論者はマウナケアに住む珍しい鳥の個体数を心配し、他に天文台のドームが街から見えることで景観を損ねないか心配する者もいた。
ジェフェリーズらはこれらの心配に対して謙虚に向き合い続け、市議会などで島へもたらす莫大な経済的効果や世界屈指の天文サイトとして島が得る名声、環境や景観への影響の無さを説明し続けた。
何年にもわたって、この手の高等学問のための環境的・文化的に重要な地域へのアクセスがもたらす摩擦の中でも最も可視化されたものとして、このハワイでの反対活動が位置づけられる。
天文施設の拡張が始まると反対運動の内容も過激になり、山頂への道路が開通するとレクリエーションとして道路でスキーを行い道を塞いだ。天文台が望遠鏡設備への破壊を懸念して道を一般人には閉鎖することを決定した際には、目論見を先読みされたことに腹を立て抗議が行われた。
マウナケアでスポーツハンティングを楽しんできた人々や、野鳥保護を行う全米オーデュボン協会も懸念を表明してきた。オーデュボン協会は、マウナケアの固有種であるキムネハワイマシコの生息地を懸念し、さらなる天文施設の建設に反対した。その背景として、かつて西洋人がハワイに入植した際の大規模開発や外来種の放逐でそれらと食料を奪い合ったことによって、この鳥の個体数が半減したという苦い過去を受けての懸念がある。スポーツハンターは、望遠鏡が稼働していると、彼らが狩る対象である動物の動きに影響するのではと心配した。しかし、こうした懸念は一切の科学的論拠が存在しない。ハワイ全土への入植活動と違い、天文台は広大な山のうちの山頂付近にわずかな建物と道路を設置するだけである。
"Save Mauna Kea"と題された活動は、望遠鏡の拡張に伴い、こうした理由で開発が山にとっての犠牲となると考える人々によって行われてきた。
ほかに文化財や環境保護を目的とする、カヘアといったハワイ先住民の一部による非営利グループは、マウナケアはハワイ宗教中に登場するご当地スポットの1つだとして開発に反対している。
こうした環境や文化への不利益がもたらされないよう、現在マウナケアはアメリカ文化財保護法によって、ハワイ文化や環境保護のために厳重に保護されているが、そのうえで、TMTをはじめとする天文施設の開発や稼働は無問題であることが認められ許可されている。そして、マウナケアは可視光だけでなく赤外線やサブミリ波波長も含めた、世界最大級の望遠鏡観測施設群のホストとなっており、多くの発見を残している。

### TMT計画の提案

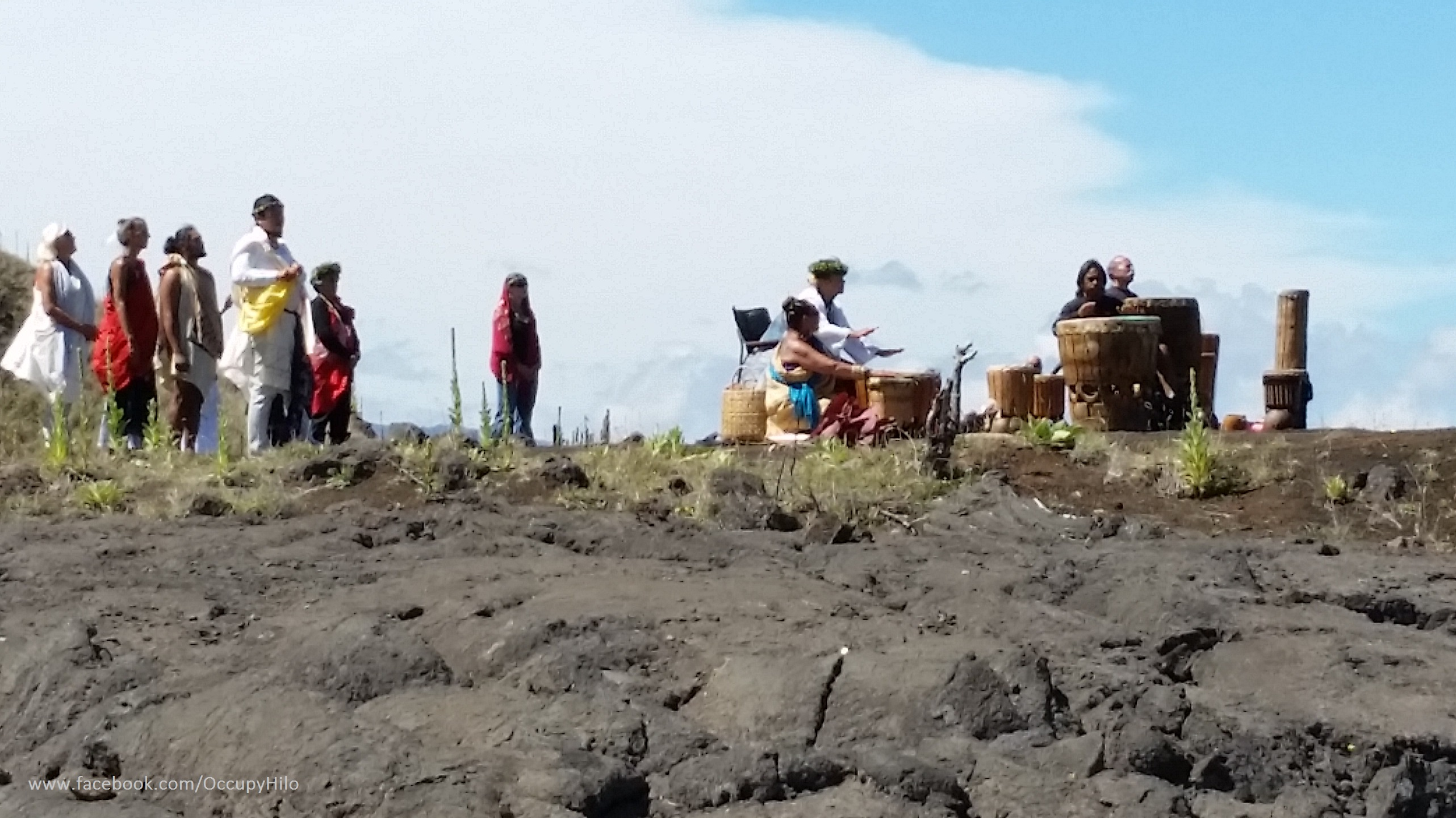
山頂への道路近くに集まった反対派

マウナケア天文台のさらなる開発は一部のハワイ先住民らに依然反対されている。2006年にW・M・ケック天文台の拡張として、ケック天文台の2台の望遠鏡を精密光学干渉計にするためのアウトリガーを設置する提案がされた際は、観測サイトをさらに拡張させるためには、さらなる環境アセスメントが必要と裁判所から指摘され、この提案は無くなった。こうした反対団体は以前より過激になっていたが、NASAはそれに代替する提案を計画した。
TMT計画は、2000年に米国科学アカデミーから、次の10年間で30メートル級の光学望遠鏡の建設することが学術界での最優先事項だと勧告されたことを受けて始まった。建設の緊急性は、同時期に建設中となる欧州超大型望遠鏡(E-ELT)との関係もある。この2つの大型望遠鏡は競争的関係でありつつも補完的な関係でもあり、E-ELTが全天の南側を観測できるのに対し、マウナケアからは北側の観測において最高の環境にに恵まれているためである。
数々の調査を経て、ハワイ国土天然資源局はマウナケアへのTMT建設を2011年2月に条件付きで仮承認した。これには反対派からの異議が申し立てられたが、さらに多くのヒアリングを経て2013年4月12日に計画が承認された。

## 抗議と不法封鎖

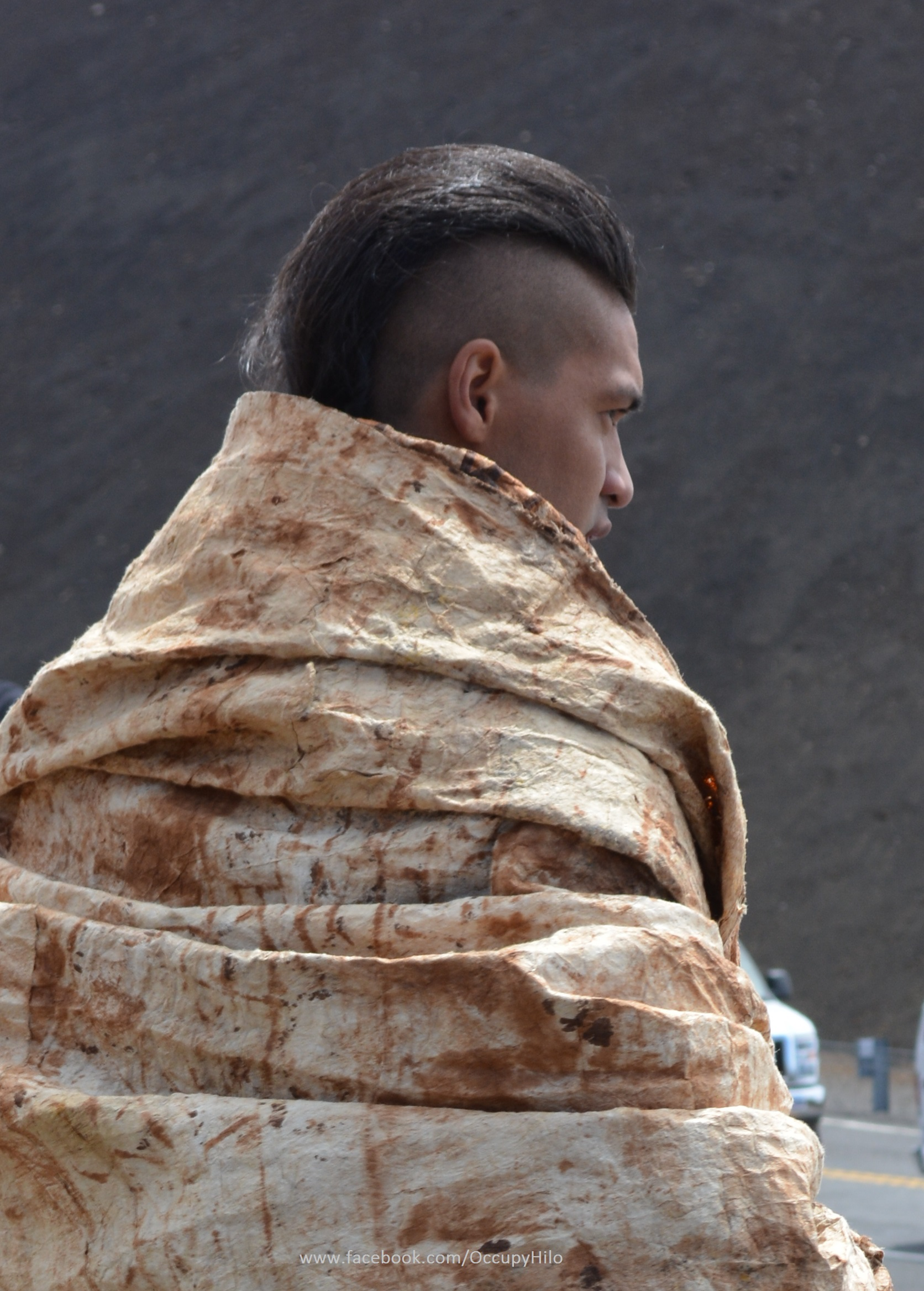
2014年10月7日に工事への妨害のため集まった先住民

### 道路の封鎖と起工式の中断
2014年10月7日に、TMTの起工式がインターネット中継もされる中で開催された。しかし、数十人の反対派が道路の真ん中を占拠し大きな騒音を上げているのにTMTのキャラバンが遭遇し、式典はいったん中断された。山のふもとで行われた式典の乗っ取りは、TMTに反対する団体であるMauna Kea Anaina Houによって計画されていたものであり、その日のうちにこの団体から、「ハワイ先住民とハワイ人以外の人々が、平和的な天文産業に抗議するため、マウナケア山頂に建てられるTMTの起工式に集結した」といった犯行声明が出された。何人かのメンバーが道路に寝そべり塞いだり、TMTのキャラバンに危害を加えたため警察に制止された。抗議者は起工式が始まると、式典を妨害した。
同日、カリフォルニア州パロアルトにあるTMTへの出資も行っている慈善財団のゴードン・アンド・ベティ・ムーア財団の外でも抗議者が集まり暴動を起こした。

### マウナケアでの2回目の封鎖と逮捕者の発生
2015年3月下旬に、マウナケアのビジターセンター近くで建設作業員を襲い、再び山頂へアクセスするための道路を封鎖した。近くには既に重機の準備が整っていた。
ハワイ大学のDaniel Meisenzahlによると、前日に山を登って移動していたトレーラー5台が、抗議活動のために集まっていた反対派に警告をしたばかりだった。反対派の団体Sacred Mauna KeaのKamahana Kealohaは、100人以上の抗議者が山頂付近で一晩キャンプし、早朝に追加の抗議者を集めて作業員を襲ったと話した。
同年4月2日には300人以上がビジターセンターに集まり、12人が逮捕された。山頂付近でも11人が逮捕された。逮捕された暴徒の年齢は27歳から75歳までと様々で、地元警察に連行された。
マウナケアの天文台群に携わるハワイ大学マノアでは、数百人が学生の列に向けて石のブロックを投げつけ、大学へのメッセージだとして学長のDavid Lassnerの前でも抗議に石が使われた
。
封鎖が解かれトラックが通れるようになっても、抗議者はそれを山頂まで追いかけた。TMTのスポークスマンは、作業の再開には逮捕者が出て道路から占拠者が立ち退くまでかかったと話した。
その後も反対派の活動が州のあちこちで過激になったことを受け、ハワイ知事デービッド・イゲの同意のもとTMTプロジェクトは2015年4月7日から作業の一時中断を決めた。プロジェクトマネージャーのGary Sandersは、改めてTMTについての継続的な対話を行うと発表し、活動を始めた。これを受けてハワイ先住民の団体Mauna Kea Anaina Houの代表Kealoha Pisciottaは、TMTの開発は前向きに受け止めることができると発表した。
イゲ知事は、TMTの建設再開は同年4月20日まで延期されると発表した。その間、TMTプロジェクトはインターネットに新たなサイトを立ち上げ、TMTや地域との関係についてのコンテンツをこまめに更新する体制を整えた。また、島の広報会社などが協力し、TMTについてのSNSでの発信なども行えるようにした。

### 2019年の抗議活動

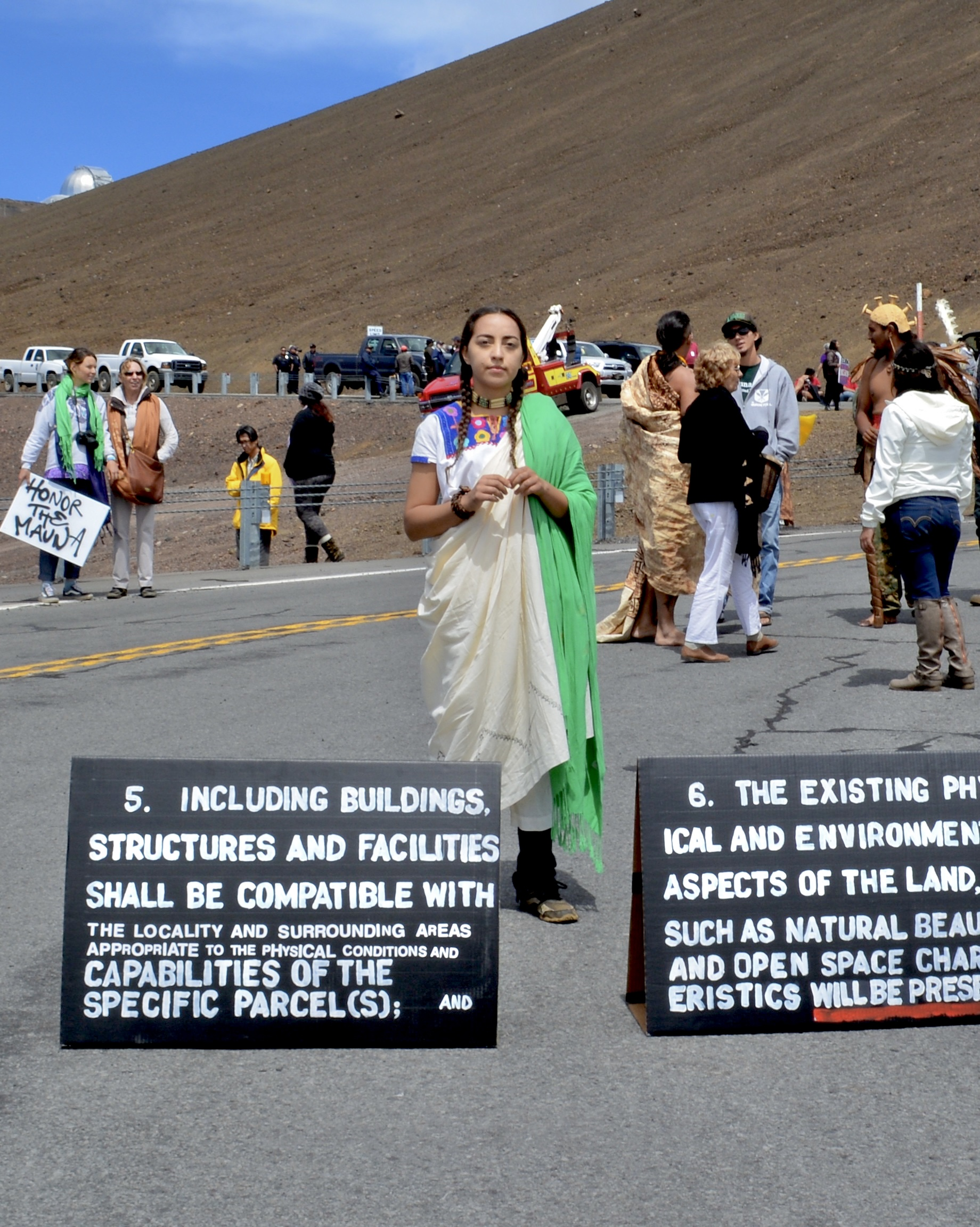
道路を占拠する抗議者

2019年7月14日に、Change.orgに「TMTの建設即時停止」を訴える署名活動が展開された。すぐに集まった10万人以上の署名の大半が不正に捏造されたものだと分かった。
すると、翌7月15日に再び抗議者たちは山へのアクセスする道路を封鎖し、建設計画に関わる作業員に危害を加え始めた。既存施設の天文学者にも身の危険が及んだため、7月16日にはマウナケア山頂の既存の全13施設が活動を休止し、職員が緊急避難を行った。
7月17日にはアクセス道路での暴行が続いたため、抗議者33人が逮捕された。事件の記録は、ハワイ郡警察署によって記録され逐一地元裁判所に報告された。抗議者団体は、警察官が道の封鎖の解除を強制するのであればそれに暴力で応じ、さらに危険性を及ぼすと主張した。
7月21日には抗議者団体が1000人以上を動員しワイキキで暴動を起こし、カピオラニ公園を占拠した。
講義者によるマウナケア山頂へのアクセス道路の封鎖は、ハワイ州道200号線近くのプウ・フルフルで2019年8月まで続いた。ようやく動乱が収まり、8月9日には数週間ぶりにマウナケア天文台群に職員が復帰し観測活動が再開された。天文施設の1つの専門家は、「抗議者は武装しており、暴力的な抗議者を恐れて閉鎖せざるをえなかった」とデモ参加者を非難した。
しかし依然道路での妨害活動は続いており、12月19日に、イゲ知事は会見でマウナケアへのアクセス道路から法執行機関をいったん撤退させると発表した。これは、過激化する活動に対して安全に建設ができないとして、建設作業を再開する見込みが現状では立たないとTMTプロジェクトから知事に報告があったことによる。

## 建設許可
2015年12月2日に、ハワイ最高裁は国土天然資源局が争議事件の審理前に一部の許可を出したプロセスに手続き上不備があるとして、TMTの建設許可をいったん白紙に戻す判決を出した。TMTの代表は、TMTは地域が決めたプロセスに全て従うと表明しており、直後にマウナケアからすべての建設機械や車両を撤退させた。
その後440回に及ぶ長期にわたる公聴会や厳重な調査・審査を経て、ハワイ最高裁は建設許可を認めた。争議事件の審理とハワイ最高裁の審理の両方で、反対派が主張する懸念や事項には何も証拠がなく多くの捏造が認められ、プロジェクトによる悪影響が全く存在しないことの裏付けが多く存在するとし、2017年9月28日に国土天然資源局は再びTMTの保全地区利用許可を出した。そして2018年10月30日にはハワイ最高裁がTMTの建設を全面認可した。

## 反応
地元のメディアによる世論調査では一貫して地元住民・先住民はTMTを支持しており、少なくとも3分の2以上がTMTプロジェクトを支援している。
特に、2015年にカリフォルニア大学のハワイ先住民の学生が書いた、TMTへの支援を呼びかける文章は多くの天文学者がメールで共有した。
多くの市民がツイッターなどのプラットフォームで、TMTへの過激な抗議活動を非難した。
1000人以上の学者の連名で、TMTへの立場については立ち位置をとらないもののTMTに対する犯罪的な抗議活動を非難する公開書簡が出された。 